# Varuhi galaksije: 2. dejanje
Varuhi galaksije: 2. dejanje je ameriški superjunaški film iz leta 2017, ki temelji na istoimenski ekipi superjunakov iz Marvelovih stripov. Je nadaljevanje filma Varuhi galaksije (2014). Film je napisal in režiral James Gunn, v njem pa igrajo Chris Pratt, Zoe Saldaña, Dave Bautista, Vin Diesel, Bradley Cooper, Michael Rooker, Karen Gillan, Pom Klementieff, Sylvester Stallone in Kurt Russell. V filmu Varuhi potujejo po vesolju in pomagajo Petru Quillu izvedeti več o njegovem skrivnostnem poreklu. 
Film je bil uradno napovedan na San Diego Comic-Conu leta 2014 pred kinematografsko premiero prvega filma, skupaj z Gunnovo vrnitvijo kot scenarista in režiserja iz prvega filma, naslov nadaljevanja pa je bil objavljen leto kasneje, junija 2015. Snemanje se je začelo februarja 2016 v studiu Pinewood Atlanta Studios v okrožju Fayette v Georgiji, s številnimi spremembami ekipe v primerjavi s prvim filmom zaradi drugih obveznosti. Snemanje se je končalo junija 2016. Gunn se je odločil, da bo nadaljevanje postavljeno kmalu po prvem filmu, da bi raziskal nove vloge likov v vlogi Varuhov in sledil zgodbi Quillovega očeta, ki se je vzpostavila v prejšnjem filmu. Russell se je igralski zasedi pridružil julija 2016, ko je upodobil Ega, kar se razlikuje od Quillovega komičnega očeta.
Varuhi galaksije 2. dejanje je bil premierno predvajan v Tokiu 10. aprila 2017, v Združenih državah Amerike pa je izšel 5. maja 2017 kot del tretje faze MCU. Film je po vsem svetu zaslužil več kot 869 milijonov dolarjev, s čimer je postal osmi najuspešnejši film leta 2017, hkrati pa je presegel svojega predhodnika. Kritiki so pohvalili vizualno podobo, režijo, glasbo, akcijske prizore, humor in igralske nastope, čeprav so nekateri kritiki trdili, da je film slabši od njegovega predhonika. Na 90. podelitvi oskarjev je bil film nominiran za oskarja za najboljše vizualne učinke. Nadaljevanje, Varuhi galaksije: 3. dejanje, je izšlo 5. maja 2023.

## Vloge
- Chris Pratt – Peter Quill (Star-Lord)
- Zoe Saldaña – Gamora
- Dave Bautista – Drax
- Vin Diesel – Groot
- Bradley Cooper – Rocket Ragun
- Michael Rooker – Yondu Undota
- Karen Gillan – Nebula
- Pom Klementieff – Mantis
- Sylvester Stallone – Stakar Ogord
- Kurt Rossel – Ego